# 小林よう
小林 よう（こばやし よう、1990年10月12日 - ）は、日本のファッションモデル。旧芸名および本名、小林 瑤（読み同じ）。東京都出身。ABP inc.所属。

## 人物
- 2006年から、『non-no』にノンノフレンズとして活動を開始。ファッションやヘアメイクのコーナーで活躍している。
- 2013年法政大学卒業[1]。
- 好きなスポーツはバスケで、男子バスケットボール部のマネージャーであった。
- 料理はあまり得意ではない。『PON!』の金曜日のコーナー「ようの料理」で旬の食材の美味しいレシピを紹介しているが、周囲から料理が得意であると勘違いされている。
- 兄が1人いる[2]。

## 主な出演作品

### バラエティ番組
- PON! （日本テレビ、2011年3月29日 - 2012年3月30日）「小林よう」名義。火・金曜日のお天気コーナーとポシュレ（通販コーナー）担当。

### テレビドラマ
- Real Clothes（関西テレビ制作・フジテレビ系、2009年10月13日 - 12月22日） 「The Space」販売員役。

### CM
- カプリチョーザ （2007年）
- ユニバーサル・スタジオ・ジャパン「マジカル・スターライト・パレード」（2009年）
- ロート製薬「肌研」（2010年）
- セブン-イレブン「夜得キャンペーン」（2011年）
- キリン一番搾り「フローズン <生> 宣言篇」（2013年）
- 花王「ビオレ」（2014年）